# Хувсгел (Дорноговь)
Хувсгел ( монг. Хөвсгөл ) — сомон в аймаке Дорноговь, Монголия. Расположен на расстоянии 160 км от Сайншанда и 625 км от Улан-Батора.

## Демография
| Численность | 2000   | 2002   | 2004   | 2006   | 2008   | 2010   |
| ----------- | ------ | ------ | ------ | ------ | ------ | ------ |
| Население   | 1,720  | 1,605  | 1,548  | 1,461  | 1,478  | 1,565  |
| Скот        | 67,980 | 46,727 | 63,537 | 48,646 | 72,320 | 72,320 |

## Рельеф
На территории сомона расположены ряд гор, солёные озёра и песчаные барханы, как Гуллун или Манха. 
Горы Хувсгела включают: Оргил шар (1211м), Гурван Хубсугул, Их Хубсугул (1092м), Дадийн хар овоо (1839м) и Хутагуул (1436м).

## Климат
Резко континентальный климат. Средняя температура зимой: -14-16 градусов Цельсия, летом: +24-26 градусов Цельсия. В среднем, в горах выпадает ок.  50-120 мм осадков.

## Природные ресурсы
Водятся горные бараны, волки, лисицы, манулы, зайцы и косули.
На территории расположены месторождения: железной руды, свинца, асфальта и прочего строительного сырья.

## Социальная сфера
В сомоне расположены школа, больница, различные мастерские и другие предприятия сферы услуг.